# Cœnenchyme

Vue générale d'un corail mou avec les principales sections

Le cœnenchyme est, chez les coraux mous, le tissu organique commun aux polypes d’une même colonie.